# Panthers (série télévisée)
Panthers est une série télévisée franco-britannique en six épisodes diffusée du 26 octobre au 10 novembre 2015 sur Canal+ Séries. En Belgique et au Luxembourg, elle est diffusée sur BeTV.

## Synopsis
Après un braquage organisé à Marseille par Milan, un membre du célèbre gang d'ex Yougoslavie des Pink Panthers, Naomi est chargée par son patron Tom de récupérer  à tout prix les diamants volés. En parallèle, le policier Khalil commence sa propre enquête sur le vol. L'enquête permettra de découvrir une alliance dangereuse entre les banques et la criminalité, à travers toute l'Europe.

## Fiche technique
- Titre original : The Last Panthers
- Titre français : Panthers
- Réalisation : Johan Renck
- Scénario : Jean-Alain Laban, Jérôme Pierrat, Jack Thorne
- Direction artistique : Alain Delgrange, Lionel Mathis, Marcus Wookey, Renald Cotte-Verdy
- Décors : Mina Buric, Jackie Castelli
- Costumes : Denise Östholm, Mélanie Gautier
- Photographie : Laurent Tangy
- Son : Marco Casanova, Jérôme Gonthier
- Montage : Luke Dunkley, Yorgos Lamprinos
- Musique : Clark, Roll the Dice
- Production : Simon Arnal, Barbara Letellier, Alex Marshall, Barry Ryan, Carole Scotta, Niall Shama
- Sociétés de production : Warp Films, Haut et Court TV
- Société de distribution : British Sky Broadcasting (BSkyB), Canal Plus, Sky Atlantic HD, Sundance Channel, Universal Pictures
- Pays de production :  France, Royaume-Uni
- Langue originale : anglais, français, serbe

## Distribution
- Samantha Morton (VF : Céline Mauge) : Naomi Franckom, experte britannique chargée de récupérer les diamants volés quel que soit le coût.
- John Hurt (VF : Bernard Tiphaine) : Tom Kendle, patron néfaste de Naomi.
- Tahar Rahim : Khalil Rachedi, un policier franco-algérien à la poursuite des voleurs.
- Goran Bogdan (VF : Marc Arnaud) : Milan Celik, un voleur de bijoux et criminel, originaire des Balkans.
- Igor Bencina : Zlatko Mladic

## Épisodes

### Épisode 1
- France : 26 octobre 2015 sur Canal+ & Canal+ Séries
- Belgique et  Luxembourg : 14 décembre 2015 sur Be 1

### Épisode 2
- France : 26 octobre 2015 sur Canal+ & Canal+ Séries
- Belgique et  Luxembourg : 14 décembre 2015 sur Be 1

### Épisode 3
- France : 2 novembre 2015 sur Canal+ & Canal+ Séries

### Épisode 4
- France : 2 novembre 2015 sur Canal+ & Canal+ Séries

### Épisode 5
- France : 10 novembre 2015 sur Canal+ & Canal+ Séries

### Épisode 6
- France : 10 novembre 2015 sur Canal+ & Canal+ Séries